# Wereldvoetballer van het jaar 1991

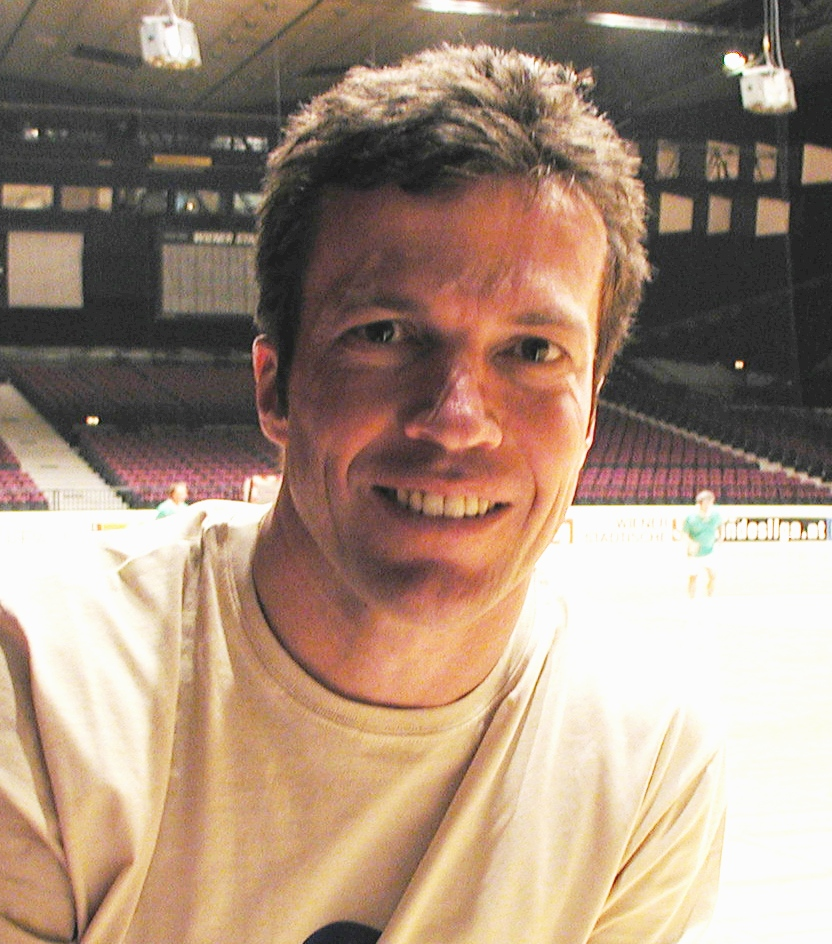
Lothar Matthäus werd in 1991 Wereldvoetballer van het jaar.

In 1991 werd Lothar Matthäus door de FIFA verkozen tot de eerste Wereldvoetballer van het jaar. 

## Resultaten
| #  | Speler            | Club                             | Punten |
| -- | ----------------- | -------------------------------- | ------ |
| 1  | Lothar Matthäus   | Internazionale                   | 128    |
| 2  | Jean-Pierre Papin | Olympique Marseille              | 113    |
| 3  | Gary Lineker      | Tottenham Hotspur                | 40     |
| 4  | Robert Prosinečki | Rode Ster Belgrado → Real Madrid | 38     |
| 5  | Marco van Basten  | AC Milan                         | 23     |
| 6  | Franco Baresi     | AC Milan                         | 12     |
| 7  | Iván Zamorano     | Sevilla                          | 10     |
| 8  | Andreas Brehme    | Internazionale                   | 9      |
| 9  | Gianluca Vialli   | Sampdoria                        | 8      |
| 10 | Enzo Scifo        | AJ Auxerre → Torino              | 8      |

## Referentie
- World Player of the Year - Top 10

1991 · 1992 · 1993 · 1994 · 1995 · 1996 · 1997 · 1998 · 1999 · 2000 · 2001 · 2002 · 2003 · 2004 · 2005 · 2006 · 2007 · 2008 · 2009